# ایهور محیلنی
ایهور محیلنی (انگلیسی: Ihor Mohylniy؛ زادهٔ ۴ اکتبر ۱۹۷۰) ورزشکار روئینگ اهل اوکراین است. وی همچنین قایقرانان روئینگ بازی‌های المپیک تابستانی ۱۹۹۲ و ۱۹۹۶ بوده‌است.